# Special Olympics Haiti
Special Olympics Haiti (englisch: Special Olympics Haiti) ist der haitianische Verband von Special Olympics International, der weltweit größten Sportbewegung für Menschen mit geistiger Beeinträchtigung und Mehrfachbeeinträchtigung. Ziel ist die sportliche Förderung dieser Personengruppe und die Sensibilisierung der Gesellschaft für sie. Außerdem betreut der Verband die haitianischen Athletinnen und Athleten bei den Special Olympics Wettbewerben.

## Geschichte
Special Olympics Haiti wurde 2003 mit Sitz in Port-au-Prince gegründet.

## Aktivitäten

### Sportarten
2021 waren 297 Athletinnen, Athleten und Unified Partner sowie 11 Trainer bei Special Olympics Haiti registriert.
Der Verband nahm 2022 an den Programmen Athlete Leadership, Healthy Athletes und Unified Sports teil, die von Special Olympics International ins Leben gerufen worden waren.
Folgende Sportarten wurden 2022 vom Verband angeboten:
- Badminton (Special Olympics)
- Basketball (Special Olympics)
- Boccia (Special Olympics)
- Fußball (Special Olympics)
- Leichtathletik (Special Olympics)
- Tischtennis (Special Olympics)
- Volleyball (Special Olympics)

### Teilnahme an Weltspielen vor 2020
Bis 2020 nahm der Verband an folgenden Weltspielen teil:
- 2011 Special Olympics World Summer Games, Athen
- 2013 Special Olympics World Winter Games, PyeongChang, Südkorea
- 2015 Special Olympics World Summer Games, Los Angeles, USA
- 2019 Special Olympics, World Summer Games, Abu Dhabi (16 Athletinnen und Athleten).[3] Das Team gewann in den Disziplinen Leichtathletik, Reiten und Fußball 10 Medaillen, nämlich 3 Goldmedaillen, 6 Silbermedaillen und eine Bronzemedaille.[4]

### Teilnahme an den Special Olympics World Summer Games 2023 in Berlin
Special Olympics Haiti nahm mit sechs Athletinnen und Athleten in den Disziplinen Leichtathletik, Reiten und Tischtennis den Special Olympics World Summer Games 2023 teil. Im Reiten gewann Haiti eine Bronze- und eine Silbermedaille, insgesamt bei diesen Weltspielen eine Gold-, zwei Silber- und drei Bronzemedaillen. Die Delegation wurde vor den Spielen im Rahmen des Host Town Program von Perl betreut.
Nach Aussage der Leiterin der haitianischen Delegation 2023 Bertrovna Bourdeau leben alle Athletinnen und Athleten in einer der Roten Zonen. Da diese von Banden beherrscht werden, können die Menschen sich dort nicht frei bewegen und die Trainingsmöglichkeiten sind sehr eingeschränkt. Nur wenige Schulen hätten Sportanlagen. Trainiert werde daher nur außerhalb der Roten Zonen. Wegen der hohen Entführungsgefahr sei selbst das nicht immer möglich.

## Erfolgreiche Athletinnen und Athleten (Auswahl)
- Christelle Paul, Leichtathletik